# إيفا جانسين
إيفا جانسين (بالهولندية: Eva Janssen)‏ (و. 1911 – 1996 م) هي ممثلة، من مملكة هولندا، توفيت عن عمر يناهز 85 عاماً.